# Agustí Duran i Sanpere
Agustí Duran i Sanpere (Cervera, 5 de juny de 1887 - Barcelona, 29 d'abril de 1975) va ser un historiador, arqueòleg, arxiver i museòleg català. Fou un humanista i propagador de polítiques culturals.
Considerant l'arxiu com un centre de conservació, però també un centre viu que projectava altres activitats va impulsar la creació i la direcció del Servei d'Excavacions, el Museu d'Història de la Ciutat de Barcelona o el Museu d'Art, Indústries i Tradicions Populars (actualment Museu Etnològic i de Cultures del Món de Barcelona).

## Biografia
Llicenciat en Lletres a Barcelona, es doctorà en Dret a Madrid. Fill d'una família burgesa terratinent de la Segarra, el 1914 es va iniciar amb èxit com arxiver organitzant l'Arxiu Històric de Cervera, mèrit que li valgué premi de l'Institut d'Estudis Catalans.
El 1917 va guanyar per oposició la plaça d'arxiver municipal de Barcelona. Organitzà el trasllat de la documentació anterior al 1714 de l'Ajuntament a la Casa de l'Ardiaca, on el 1921 obrí les portes amb el nom d'Arxiu Històric de la Ciutat de Barcelona. A partir de la unió de quatre grans fons documentals va crear la nova institució: l'arxiu municipal pròpiament dit, l'hemeroteca, els gràfics i fotografies, i la biblioteca històrica. Va instaurar la base de l'ordenament de les sèries documentals dels arxius, dient que s'havien de refer els òrgans administratius com a generadors de documentació, i que per això s'havien d'estudiar a fons les institucions municipals per conèixer el seu origen i funcionament.
La seva aproximació transdisciplinària a l'estudi, conservació, i divulgació de les cultures i el seu passat el portaren a treballar conjuntament en diverses disciplines des de l'antropologia, l'arqueologia i la història, com també des de l'arxivística i la museologia. El 1916 va ser nomenat president de la secció de Folklore del Centre Excursionista de Catalunya, amb un posicionament clarament etnohistòric i d'impuls per la creació d'un Museu d'Etnografia de Catalunya. El 1917 va col·laborar en la creació del Servei d’Investigacions Arqueològiques de l'Institut d'Estudis Catalans i va participar en excavacions arqueològiques a Sidamon (Segrià) i al barranc de Valltorta (Maestrat). El 1929 dins l'Exposició Internacional de Barcelona organitzà un pavelló que seria un primer assaig del futur Museu d'Història de Barcelona. Fruit del contacte amb investigadors de diverses disciplines als anys 1920 va col·laborar en l'Associació Catalana d'Antropologia, Etnologia i Prehistòria, juntament amb l'arqueòleg Pere Bosch i Gimpera, l'antropòleg físic Telesforo de Aranzadi o l'etnòleg Josep Maria Batista i Roca.
El 1936 fou nomenat cap de la Secció d'Arxius del Servei del Patrimoni Històric, Artístic i Científic de la Generalitat de Catalunya. En el període bèl·lic de la Guerra Civil espanyola (1936-1939) assumí la responsabilitat del salvament del patrimoni documental català. Els fons arxivístics locals es dipositaren a les mateixes localitats, però a partir del 1937, a causa dels bombardeigs i la mobilitat dels fronts de batalla, la major part dels arxius catalans van ser traslladats a Viladrau, per garantir la seva seguretat, i van construir caixes biblioteques que s'instal·laven als baixos dels edificis, i que es protegien amb sacs de sorra. Fou necessari doncs, amagar els papers de procedència sobretot eclesiàstica, i esquivar els controls revolucionaris. En va sortir un inventari general aproximat de 15.000 metres lineals de documents més 150.000 pergamins.

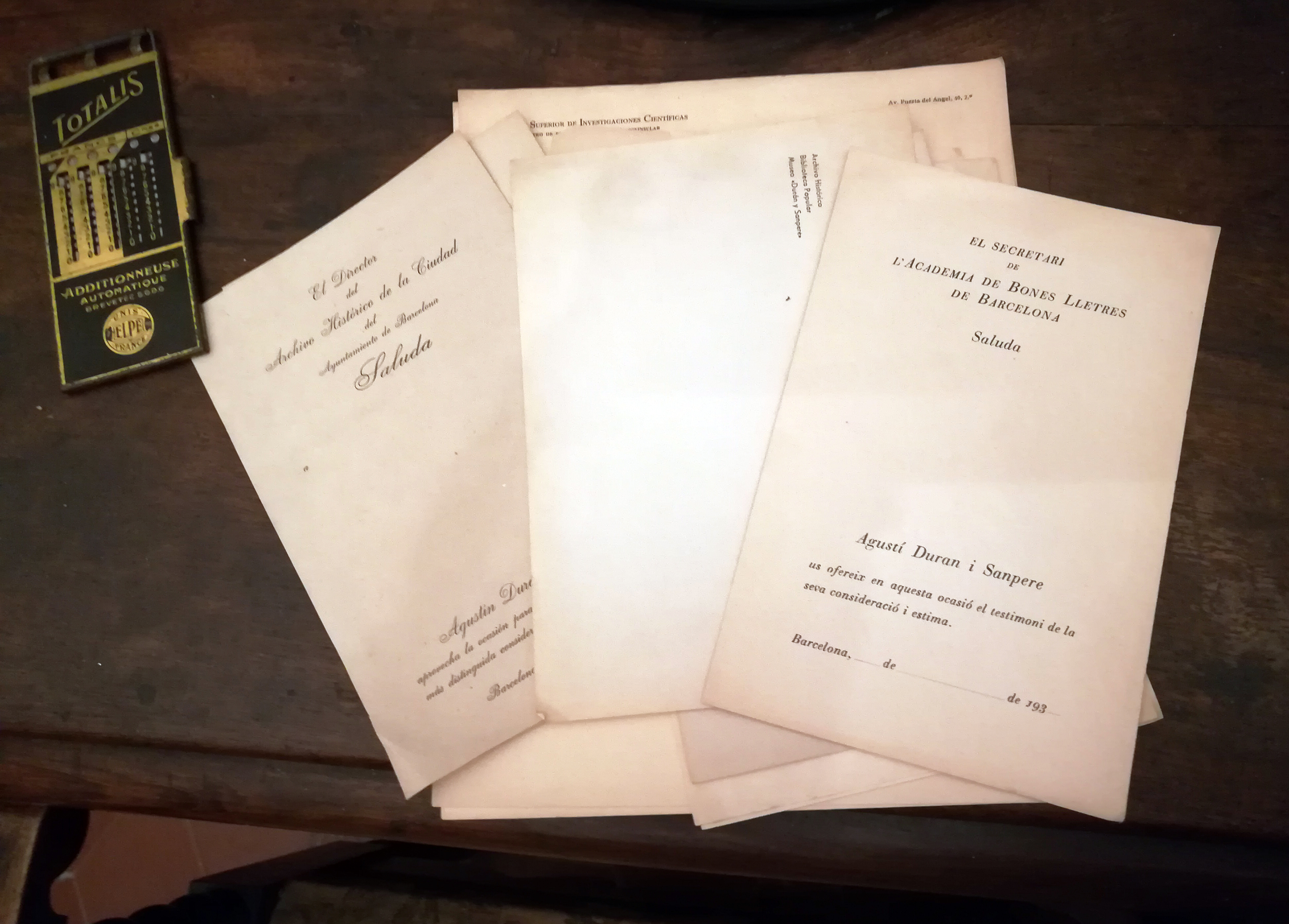
Paper de carta d'Agustí Duran i Sanpere a l'estudi de la seva casa de Cervera, on es poden comprovar els diversos càrrecs que va ostentar al llarg de la vida

Acabada la guerra va superar un procés militar de depuració per la seva activitat de salvament d'arxius, i per haver sortit tres vegades a l'estranger i haver retornat a Barcelona. Reprengué al cap de poc la seva activitat a l'Arxiu Municipal de Barcelona.
A principis dels anys quaranta i per un curt període fou professor a l'Escola de Bibliotecàries. El 1943 fundà l'Institut Municipal d'Història de Barcelona, organisme que reunia l'Arxiu Històric de la Ciutat de Barcelona, el Museu d'Història de la Ciutat de Barcelona, el Centre d'Etnologia Peninsular del Consell Superior d'Investigacions Científiques i el Museu d'Art, Indústries i Tradicions Populars (actualment Museu Etnològic i de Cultures del Món de Barcelona). Des de l'arxiu, com a institució base, hi organitzà tota mena d'activitats científiques, divulgadores i artístiques com: exposicions documentals, d'artesania, de fotografies, de material arqueològic, d'activitats pedagògiques, etc. D'aquí van sorgir les sessions radiofòniques des de l'emissora de Ràdio Barcelona, que es van materialitzar en uns butlletins impresos per Aymà i que es titulaven Barcelona. Divulgación Histórica, i que consten de vuit volums acuradament relligats. També va col·laborar amb la Reial Acadèmia de les Bones Lletres de Barcelona, aplegant concerts de música, i esdevingué fins i tot sala de lectura infantil ja començada la Guerra Civil.
Dirigí fins al 1957 l'Institut Municipal d'Història de Barcelona. Membre de l'Acadèmia de Bones Lletres (1924), la qual presidí entre 1961 i 1963; de l'Institut d'Estudis Catalans (1942), del qual fou president el 1957; i de l'Acadèmia de Belles Arts de Sant Jordi (1968).
Era un home de caràcter dispers però d'una gran riquesa informativa. El seu objectiu principal era salvar el patrimoni, i salvar de l'oblit el passat en vies de transformació, que fou objecte de persecució durant anys. Va escriure articles, llibres i publicacions a partir del seu gran coneixement, gràcies a la feina que exercia. Els seus temes principals foren la història de les ciutats de Barcelona i de Cervera que versaven múltiples disciplines i temàtiques (història de l'art, etnohistòria, museologia, arxivística, religiositat, art gòtic, història local...) i des d'un ampli període cronològic, des de l'edat mitjana fins al segle xx.

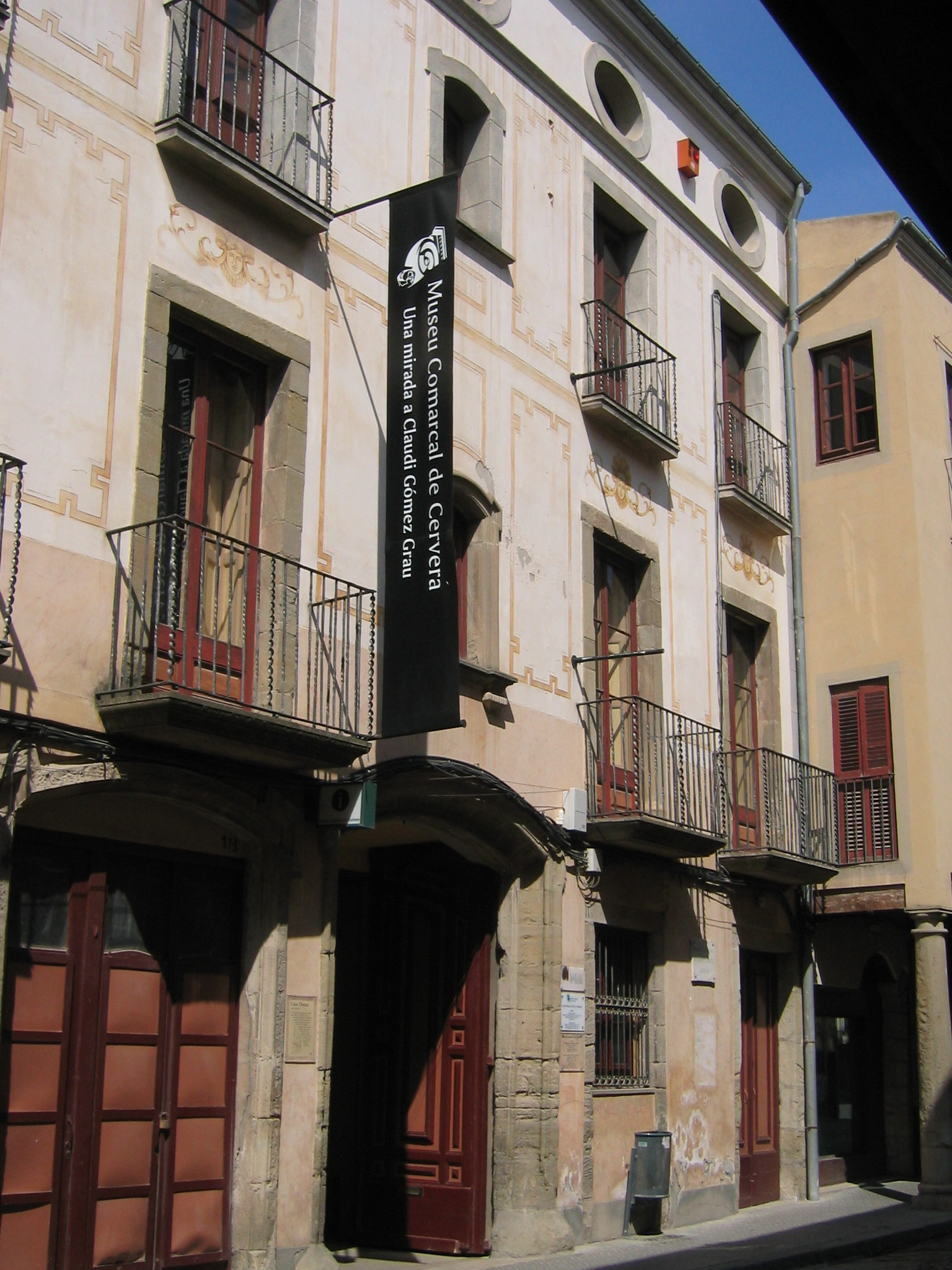
Casa Museu Duran i Sanpere

Mai perdé el contacte amb la seva ciutat natal, Cervera, amb la qual el 1914 crea l'arxiu històric, el salvament del patrimoni cultural durant la Guerra Civil i ja jubilat el 1959 organitzà el Museu Comarcal de Cervera i el 1964 el Museu del Blat i la Pagesia. Actualment la seva casa de naixement és la seu del Museu Comarcal (Casa Museu Duran i Sanpere).

## Institucions que va dirigir
- Arxiu Històric de Cervera, 1914-1917.
- Secció de Folklore del Centre Excursionista de Catalunya, 1916.
- Arxiu Històric de la Ciutat de Barcelona, 1917-1957.
- Secció d'Arxius del Servei del Patrimoni Històric, Artístic i Científic. Generalitat de Catalunya, 1936-1939.
- Institut Municipal d'Història de Barcelona, 1943-1957.
- Museu d'Història de la Ciutat de Barcelona, 1943-1957.
- Centre d'Etnologia Peninsular. Consell Superior d'Investigacions Científiques
- Museu d'Art, Indústries i Tradicions Populars, 1942-1957.
- Museu Comarcal de Cervera, 1957-1975.

## Obres
- Orfebrería catalana (Barcelona: Tipografia l'Avenç, 1917)
- Viatge al voltant del Món seguint el paral·lel de Barcelona (1957)
- Llibre de Cervera (1972)
- Barcelona i la seva història (tres volums, 1972-75)
- Els retaules de pedra (sèrie “Monumenta Cataloniae”, 1934)
- Escultura gótica, (sèrie “Ars Hispaniae”, 1956)
- Per a la història de l'art a Barcelona (1960)
- Els cavallers de Sant Jordi (1964)
- Stampe popolari spagnole (italià) (1971)
- Pels camins de la història, (1973)[6]
- Pels camins de la història d'Igualada (1985), il·lustrat per Carme Solé i Vendrell[7]
- Tornant-hi a pensar: Evocacions de moments viscuts (records) (1961)[8]